# Jhon Hernández García
Jhon Edward Hernández García (Cartagena de Indias, 11 gennaio 1991) è un ex calciatore colombiano, di ruolo centrocampista.

## Carriera
Ha giocato nella massima serie dei campionati colombiano, nicaraguense e lituano.